# Did It First
«Did It First» — песня американской рэп-исполнительницы Ice Spice и британского рэпера Central Cee. Песня вышла в качестве четвёртого сингла 11 июля 2024 года из дебютного альбома Ice Spice Y2K!.
Он был спродюсииован RiotUSA, Lily Kaplan и Nico Baran.

## История
Рэперы представили песню за неделю до ее выхода, а Ice Spice опубликовала клип, в котором она танцует тверк на фоне фейерверка. Это привело к тому, что песня стала вирусной на видеохостинге TikTok, где она набрала более 42 миллионов просмотров и была использована в более чем 10 500 видео до выхода.

## Композиция и тексты
Композиция содержит бит, вдохновленный дрилл-музыкой и клубным стилем джерси, с пропульсивным ритмом, заикающимися барабанами и зацикленным вокальным сэмплом.
Айс Спайс читает рэп о мести бывшему партнеру за измену, делая то же самое с ним; она заявляет в припеве: «Если он изменяет, я делаю ему хуже / Нет, Уно, я даю задний ход / I ain’t trippin, the grip in my purse / Мне всё равно, потому что он сделал это первым». Central Cee читает рэп с мужской точки зрения в своем куплете, в котором он подробно описывает попытки скрыть свою неверность, но признает, что «Если бы я ходил в суд за все случаи, когда меня ловили, / У меня было бы около 16 уголовников» и «Я явно не усвоил свой урок».

## Отзывы
Элиас Эндрюс из HotNewHipHop написал: «„Did It First“ звучит как поп-улучшенная версия Hyperdub. Конечно, это звучит претенциозно, но в песне есть что-то неоспоримо ретро, что играет ей на пользу. Да, Айс Спайс использует поток Айс Спайс, и неудивительно, что он звучит хорошо. Она обрушивается на своих ненавистников и описывает способы, с помощью которых она собирается проявить к ним неуважение. Затем Спайс передает мантию Central Cee, которому удается оседлать ритм в комплиментарной и в то же время отличной манере. Си взрывает Америку, поэтому сотрудничество с ним было осторожным решением. Но это не значит, что результат получился забавным. У этих двоих есть химия, о чем свидетельствует музыкальное видео, пропитанное Y2K».

## Музыкальное видео
Официальное музыкальное видео было снято режиссерами Айс Спайс, Эдгаром Эстевесом и Никитой Вильчинским и было представлено вместе с синглом. В клипе Айс Спайс танцует перед магазином на углу и танцует тверк, лежа на своей кровати, набитой подушками, а также сцены ее и Central Cee на домашней вечеринке в родном городе последнего — Лондоне и настольный компьютер эпохи 2000-х годов с окнами сообщений. Они также лежат вместе на кровати. В клипе появляется Sol de Janeiro’s Cheirosa 68 Perfume Mist.

## Чарты
| Чарт (2024)                            | Высшая позиция |
| -------------------------------------- | -------------- |
| Австралия (ARIA)                       | 22             |
| Австралия (Hip Hop/R&B, ARIA)          | 4              |
| Австрия (Ö3 Austria Top 40)            | 54             |
| Канада (Billboard Canadian Hot 100)    | 37             |
| Чехия (Singles Digitál Top 100)        | 77             |
| Мир (Billboard Global 200)             | 30             |
| Ирландия (IRMA)                        | 20             |
| Литва (AGATA)                          | 18             |
| Нидерланды (Single Top 100)            | 75             |
| Нидерланды (Recorded Music NZ)         | 20             |
| Швеция (Heatseeker, Sverigetopplistan) | 20             |
| Швейцария (Schweizer Hitparade)        | 43             |
| Великобритания (UK Singles Chart)      | 15             |
| Великобритания (UK R&B Chart)          | 5              |
| США (Billboard Hot 100)                | 51             |
| США (Billboard Hot R&B/Hip-Hop Songs)  | 10             |
| США (Billboard Rhythmic)               | 31             |